# الخط الزمني للحرب الأهلية السورية (سبتمبر–ديسمبر 2017)
فيما يلي الجدول الزمني للحرب الأهلية السورية من أيلول/سبتمبر إلى كانون الأول/ديسمبر 2017.

## أيلول/سبتمبر 2017

### 1 أيلول/سبتمبر
- قوات سوريا الديمقراطية تستعيد السيطرة الكاملة على المدينة القديمة في الرقة من داعش.[1]

### 2 أيلول/سبتمبر
- ذكرت القوات الجوية الفضائية الروسية في بيان رسمي لها أنها دمرت قافلة كبيرة لداعش كانت تحمل على مثنها اثنا عشر «إرهابيا» بالإضافة إلى كم كبير من الذخيرة والأسلحة في محافظة دير الزور.[2]
- ذكرت صحيفة ديلي تلغراف نقلا عن وزارة الدفاع البريطانية أن قوات هذه الأخيرة قد غادرت سوريا في أواخر حزيران/يونيو 2017 كما أنهت برنامج التدريب الذي كان يهدف لتقوية الجيش السوري الحر.[3]

### 3 أيلول/سبتمبر
- الجيش السوري يستولي على مدينة عقيربات من داعش، آخر معقل الجماعة في محافظة حماة.[4]

### 5 أيلول/سبتمبر
- تمكن الجيش السوري من استعادة مدينة دير الزور من قبضة داعش بعد حصار دام ثلاث سنوات وذلك بمُساعدة كل من الميليشيات المدعومة من قبل إيران، والضربات الجوية الروسية، كما تمكنت القوات السورية من الوصول إلى اللواء 137 في صحراء القاعدة.[5][6]
- بالتزامن مع الهجوم الذي نفذه الجيش السوري، قامت فرقاطة روسية بقيادة الأميرال إيسين في البحر الأبيض المتوسط بإطلاق صواريخ من طراز كروز على أهداف الدولة الإسلامية قرب دير الزور؛ حيث دمرت مقرات القيادة العليا للتنظيم وأبراج الاتصالات ثم مستودعات الذخيرة، كما استهدفت العربات المُدرعة وقتلت العديد من «الجهاديين».[7]

### 6 أيلول/سبتمبر
- لجنة الأمم المتحدة لتقصي الحقائق بشأن سوريا تُصدر تقريرها في أبريل 2017 بخصوص الهجوم الكيميائي على خان شيخون، حيث ذكرت أن ذلك الهجوم كان الأخطر من بين الـ 27 هجمة كيماوية نفذها نظام الأسد.[8]
- صرح ستافان دي ميستورا مبعوث الأمم المتحدة في سوريا قائلا: «إنه وجب على المعارضة أن تعترف بفشلها في كسب الحرب، في المقابل فإن الحكومة السورية هي الأخرى لا يجب أن تُعلن عن النصر.[9][10]»

### 7 أيلول/سبتمبر
- طائرات إسرائيلية تشن هجمات عديدة بالقرب من مدينة مصياف في محافظة حماة ويُشتبه في أنها استعملت خلال الهجوم مواد كيميائية سامة مما أدى إلى مقتل اثنين على الأقل من جنود القوات البرية العربية السورية.[11]

### 9 أيلول/سبتمبر
- الجيش السوري يكسر التسعة أشهر الطويلة من الحصار التي فرضها داعش على مطار دير الزور.[12]
- قوات سوريا الديمقراطية تُعلن هجوما ضد داعش في شمال محافظة دير الزور.[13]

### 10 أيلول/سبتمبر
- قوات سوريا الديمقراطية تدعي أنها تقدمت مساحة تُقارب الـ 50 كم قُرب منطقة صناعية في شرق مدينة دير الزور وذلك كجزء من حملتها ضد تنظيم داعش في شمال وشرق وأجزاء من محافظة دير الزور ككل،[14]

في المقابل، فقد استعادت الموالية للحكومة السيطرة الكاملة على الطريق السريع من دير الزور إلى دمشق.
- ما لا يقل عن 34 مدنيا بينهم تسعة أطفال قُتلوا في غارة جوية روسية في نهر الفرات بالقرب من مدينة دير الزور، بحسب المرصد السوري لحقوق الإنسان.[16]

### 11 أيلول/سبتمبر
- مواصلة الطائرات الحربية الروسية للحملة جوية على المنطقة الشرقية من سوريا، مما أدى إلى مقتل ما لا يقل عن 19 مدنيا في غارة جوية قيل إنها استهدفت تنظيم الدولة الإسلامية. وكانت وكالة فرانس برس قد أكدت على أن «مجموعتين من الضربات استهدفت المدنيين الذين يحتمون في خيام على طول نهر الفرات بينما تركت داعش في منأ عن العملية.».[17]
- أمين حزب الله حسن نصر الله يُعلن عن انتصار الجيش السوري والقوات التابعة له في حربهم ضد الإرهاب.[18][19]

### 13 أيلول/سبتمبر
- بناء على طلب من روسيا، القوات الجوية التابعة لللولايات المتحدة تسمح بمرور قافلة تحمل مقاتلي داعش للوصول إلى الميادين في المناطق الخاضعة لسيطرة تنظيم الدولة في شرق سوريا بعد أن جئن من الحدود اللبنانية كجزء من عملية اتفاق إخلاء توسط فيه كل من حزب الله والحكومة السورية.[20]

### 14 أيلول/سبتمبر
- ذكر المتحدث باسم التحالف الذي تقوده الولايات المتحدة أن هذه الأخيرة ستستمر في دعمها لقوات سوريا الديموقراطية لكنها لن تخوض معها أي معركة في دير الزور، وستترك الأمر واضحا بالنسبة للقوات الروسية والحكومة السورية.[21]

### 15 أيلول/سبتمبر
- ممثلي كلٍ من إيران، روسيا وتركيا يتوصلون إلى اتفاق تنفيذ «التصعيد في المنطقة» في محافظة إدلب.[22] وكانت مجموعة من التقاير الصحفية على رأسها تقرير صحيفة يني شفق الموثوقة في تركيا قد أكد على أن الدول الثلاث تعتزم تقسيم منطقة إدلب إلى ثلاث؛ مع شرط لتركيا بتطهير حدودها مع سوريا من الأكراد، وكانت «الصفقة» فعلا قد جرت وسط وسائل إعلام موالية لحكومة الأسدد، هذه الأخيرة أكدت عبر مجموعة من التقارير أن حوالي 9,000 مسلحاً من جبهة فتح الشام كانوا قد حاولوا انتزاع السيطرة من جماعات متمردة أخرى.[23]
- أحمد أبو خولة قائد قوات سوريا الديموقراطية يُؤكد على أن قوات لن تسمح للقوات الحكومية بعبور نهر الفرات.[24]

### 16 أيلول/سبتمبر
- وفقا لمصادر التحالف الذي تقوده الولايات المتحدة، فإن الطائرات الروسية قد قصفت مواقع تابعة لقوات سوريا الديموقراطية على الضفة الشرقية من نهر الفرات؛ مما أدى إلى إصابة ستة من مقاتليها،[25] لكن روسيا نفت مسؤوليتها عن الهجوم.[26]

### 17 أيلول/سبتمبر
- قوات الجيش السوري تستعيد إحدى ضواحي شرق مدينة دير الزور من يد قوات الدولة الإسلامية.[27][28]

### 18 أيلول / سبتمبر
- قوات الجيش السوري تعبرُ نهر الفرات في محافظة دير الزور بالرغم من تحفظ قوات سوريا الديموقراطية على هذا الأمر.[29][30][31]

### 19 أيلول/سبتمبر
- مجم من «المتمردين» يشنون هجوما قويا على الحكومة السورية وحلفائها، وقد عُرف هذا الهجوم باسم هجوم حماة حيث أُطلق عليه عنوان «يا عباد الله، كونوا ثابتين».[32]

### 20 أيلول/سبتمبر
- قوات النمر السورية تُحرز تقدما ضد داعش في شمال غرب محافظة دير الزور، كما تتقدم على القوات السورية في جنوب شرق محافظة الرقة، وبحسب مصدر عسكري مقرب من الحكومة؛ فإن مدن التبني، الطريف، البيوتية، خان الزهراء والمسرب قد تم إخلائهم من عناصر داعش.[33]

### 21 أيلول/سبتمبر
- القوات الروسية والطيران الحربي السوري يشنُّ غارات جوية في جنوب إدلب مما أسفر عن مقتل ثلاثة من المدنيين وجرح عدة أشخاص آخرين.[34]
- مواطن أمريكي يعثر على هالة بركات ابنة بركات الناشط البارز والصحفي في المعارضة السورية ميتة في شقة بإسطنبول في وقت متأخر من ليلة الخميس.[35]

### 22 أيلول/سبتمبر
- حسب المرصد السوري لحقوق الإنسان فإن الجيش السوري وقوات مسلحو داعش قد عقدوا اتفاقا في شرق حماة يقوم على هدنة مع قرار إخلاء داعش وأفراد أسرهم من القرى التي يسيطرون عليها. جاء ذلك بعد 18 يوما من الاشتباكات التي خلفت أكثر من 305 قتيلاً في صفوف داعش و138 آخرون في صفوف القوات الموالية للحكومة.[36]

### 23 أيلول/سبتمبر
- تنفيذ ضربات جوية روسية في كل من محافظة حماة ومحافظة إدلب، بما في ذلك استهداف مناطق تابعة لفيلق الشام بالإضافة إلى مقرهم في منطقة إبلا، وقد أسفرت الضربات عن مقتل 50 مقاتلا بحسب مصادر من «الثوار»؛ كما تم في وقت لاحق من اليوم استهداف خان شيخون، جسر الشغور، سراقب وكفر سجنة.[37][38]
- قوات سوريا الديموقراطية تستولي على حقل غاز كونوكو الرئيسي في محافظة دير الزور من داعش.[39][40]

### 24 أيلول/سبتمبر
- المرصد السوري لحقوق الإنسان يؤكد في بيان رسمي أن مُعارضي الحكومة السورية قد تمكنوا من قصف مسقط الرئيس الأسد في القرداحة.[41]
- المرصد السوري لحقوق الإنسان يرصد في تقرير رسمي له قصف عنيف للقوان السورية والروسية أدى إلى وفاة 40 شخصا على الأقل في ريف إدلب.[42]
- مقتل الجنرال الروسي فاليري أسابوف بعد سقوط قذيفة هاون عليه أطلقها مُقاتلو تابعون لداعش قُرب دير الزور.[43]

### 25 أيلول/سبتمبر
- المصادر التابعة للحكومة السورية تُركز على القصف الذي استهدف منقطقة القرداحة، بينما ركز المرصد السوري لحقوق الإنسان وغيره من المصادر في مناطق «المتمردين» على الضربات الجوية التي نفذتها القوات الروسية في محافظة إدلب والتي تسببت في مقتل 37 شخصا على الأقل في بلدة جسر الشغور والمناطق القريبة منها.[44][45] بينما روسيا تنفي كعادتها قصف المدنيين.[46]
- الطائرات الحربية التابعة للقوات الجوية الروسية تستهدف وتُغير على مواقع في كونوكو قُرب حقل غاز مهم في محافظة دير الزور تابع لقوات سوريا الديموقراطية (المدعومة من طرف الولايات المتحدة) مما أدى إلى مقتل شخص وإصابة اثنين، إلا أن موسكو نفت كل هذه المزاعم.[47][48]

### 26 أيلول/سبتمبر
- الحكومة السورية تقول انها لن تسمح بالاستقلال الذاتي في المناطق الكردية.[49]

### 27 أيلول/سبتمبر
- ضربات جوية روسية على عدة قُرى أهمها اليعقوبة تُؤدي إلى مقتل طفل واحد وجُرج لخمسة آخرون على الأقل.[50]
- خمس طائرات حربية روسية تقصف مدينة التمان بصواريخ وقنابل مما تسبب في جُرح الكثير وإجبار الباقي على الفرار.[51]

### 28 أيلول/سبتمبر
- الرئيس الروسي فلاديمير بوتين يُجري محادثات مع نظيره التركي رجب طيب أردوغان في أنقرة بتركيا لمناقشة رصد ومكافحة الإرهاب في سوريا.[52]
- تنيظيم داعش ينشر تسجيل صوتي لزعيمه أبو بكر البغدادي يحث فيه أتباعه على الهجوم ضد «الصليبيين والمرتدين».[53]

## تشرين الأول/أكتوبر عام 2017

### 1 تشرين الأول/أكتوبر
- الدولة الإسلامية تستولي على بلدة القريتين في محافظة حمص في هجوم مفاجئ ضد القوات الحكومية.[54]

### 2 تشرين الأول/أكتوبر
- وفاة 10 أشخاص على الأقل وإصابة 20 آخرون بجروح قصف مزدوج على مركز للشرطة في حي الميدان في دمشق.[55]

### 3 تشرين الأول/أكتوبر
- داعش تنشر فيديو يظهر فيه جُنديان تدعي أنهما روسيان وأنه قد تم القبض عليهما بسبب التدخل الروسي في سوريا لكن موسكو تنفي أن يكون الجنديان تابعان لها.[56]

### 4 تشرين الأول/أكتوبر
- مقاتلات روسية تستهدف قوارب مطاطية وقوارب الفارين من مدينة العشارة بسبب الحرب مما أدى إلى مقتل ما لا يقل عن 60 من المدنيين.[57]
- وزير الدفاع الروسي إيغور كوناشينكوف يدعي أن داعش قد قامت بعدة هجمات على المدن السورية خاصة تلك التي تُسيطر عليها روسيا.[58]
- مجموعة أطباء من أجل حقوق الإنسان تتهم الحكومتين الروسية والسورية بمهاجمة المستشفيات منذ أبريل/نيسان على الرغم من «خفض التصعيد» في المناطق التي يجري الاتفاق عليها. كما تتهمهم بإرسال طائرات حربية قصد مداهمة ثلاثة مستشفيات في أيلول/سبتمبر والتي يُسيطر عليها «الثوار» في محافظة إدلب.[59]

### 6 تشرين الأول/أكتوبر
- المرصد السوري لحقوق الإنسان يؤكد على أن الضربات الجوية الروسية والأمريكية التي استهدفت تنظيم الدولة قتلت ما لا يقل عن 14 مدنيا بينهم ثلاثة أطفال وذلك أثناء عبورهم نهر الفرات فارين من التنظيم الذي كان قد سيطر نسبيا على قرية الميادين.[60]
- مسلحي جيش الإسلام يشنون هجوما ناجحا على شرق غوطة دمشق، ويتمكنون من استعادة الأراضي التي فقدتها الحكومة السورية في وقت سابق.[61]

### 10 تشرين الأول/أكتوبر
- تعطل طائرة سوخوي سو-24 التابعة للقوت الجوية الروسية في قاعدة حميميم في محافظة اللاذقية مما يتسبب في مقتل كل أفراد الطاقم على متن الطائرة نفسها.[62]

### 11 تشرين الأول/أكتوبر
- مقتل مدنيين وإصابة ثلاثة آخرين بسبب قيام انتحاريين بتفجير أنفسهم بالقرب من مقر الشرطة في وسط دمشق.[63]
- تقرير ذا صن يذكر أن وكالة المخابرات المركزية كانت قد أبلغت وكالات الاستخبارات البريطانية أن سالي آن جونز و12 آخرين من رفقائه قد قتلوا في غارة جوية لطائرة بدون طيار في مطلع يونيو/حزيران أثناء فرارهم من الرقة.[64]

### 12 تشرين الأول/أكتوبر
- الجيش التركي جنبا إلى جنب مع الجيش السوري الحر الذي تدعمه تركيا ينوي إطلاق عملية عسكرية داخل الأراضي السورية بهدف صد هيئة تحرير الشام.[65]

### 15 تشرين الأول/أكتوبر
- معارك عنيفة بين الجيش السوري وأعضاء موالون لداعش في كل من الميدان، شرق مدينة دير الزور وريف محافظة دير الزور.[66]

### 16 تشرين الأول/أكتوبر
- الطائرات الإسرائيلية تُدمر مضاد للطائرات الحربية خارج دمشق بقليل وذلك بعدما بعدما استهدفته إسرائيل من الأجواء اللبنانية.[67]

### 17 تشرين الأول/أكتوبر
- قوات سوريا الديمقراطية تستولي على قرية رأس المال في الرقة بعد أربعة أشهر من القتال مع تنظيم داعش.[68]

### 18 تشرين الأول/أكتوبر
- متتل اللواء عصام زهر الدين بعدما انفجر فيه لغم أثناء عمليات ضد الدولة الإسلامية في العراق والشام في دير الزور.[69]

### 22 تشرين الأول/أكتوبر
- قوات سوريا الديمقراطية تستولي على حقول النفط الموجودة في منطقة آل عمر، والتي كانت في حوزة قوات الدولة الإسلامية من قبل.[70]

## تشرين الثاني/نوفمبر 2017

### 3 تشرين الثاني/نوفمبر
- وزير الدفاع الاسرائيلي ليبرمان يدعو الأسد إلى ضرورة الانتصار في الحرب الأهلية السورية، ويُشير إلى أن الأعداء السابقين باتوا اليوم أصدقاء. (أول من نشر تصريحات الوزير السرية كان موقع والا!).[71]
- الجيش العربي السوري يستعيد دير الزور من تنظيم داعش.[72]

### 7 تشرين الثاني/نوفمبر
- اضطرابات وعصيان مدني في كل من منبج، الثورة وغرب الرقة بسبب التجنيد الإجباري للشباب الذي تفرضه قوات سورية الديمقراطية.[73][74]

### 8 تشرين الثاني/نوفمبر
- الجيش العربي السوري يقبض على منفذ هجوم البوكمال،[75] ويُوجه قواته إلى الشمال من المدينة في مواجهة قاعدة حمدان الجوية العسكرية.[76]

### 13 تشرين الثاني/نوفمبر
- بي بي سي تكشف عن صفقة سرية في منتصف تشرين الأول/أكتوبر تم بموجبها السماح للمئات من مقاتلي داعش وأسرهم بما في ذلك بعض من «أعتى أعضاء التنظيم» الهروب من الرقة في قافلة امتد طولها بين 6 إلى 7 كم تألفت من 100 مركبة و250 مقاتل. وحكومة الولايات المتحدة تُؤكد الخبر مُشيرة إلى أن التعامل مع «داعش» تم في إطار عملية إخلاء واسعة.[77][78]
- منظمة العفو الدولية تنشر تقريرها النهائي وتُؤكد فيه أن القوات الموالية لبشار الأسد ارتكبت جرائم ضد الإنسانية من خلال إستراتيجية «الجوع أو الاستسلام» والحصار التي دمر المناطق التي كانت تُسيطر عليها المعارضة.[79]

### 18 تشرين الثاني/نوفمبر
- مقتل ما لا يقل عن 14 مدنيا بينهم فتاة تابعين للحكومة السورية من قصف «المتمردين» للغوطة الشرقية في المنطقة القريبة من دمشق حسب المرصد السوري لحقوق الإنسان.[80]

### 19 تشرين الثاني/نوفمبر
- الجيش السوري يستولي أخيرا على البوكمال من يد الدولة الإسلامية وذلك بعد تنفيذه لهجومٍ مضاد مكنه من استعادة المدينة.[81]

## كانون الأول/ديسمبر 2017

### 11 كانون الأول/ديسمبر
- الرئيس الروسي بوتين يُعلن بداية انسحاب القوات المسلحة التابعة للاتحاد الروسي من سوريا وذلك بعد تحقيق هدفها المتمثل في «القضاء على داعش».[82]

### 26 كانون الأول/ديسمبر
- وزير الدفاع الروسي سيرغي شويغو يُعلن بدأ روسيا بتأسيس وجود دائم في قاعدتين عسكريتين (طرطوس واللاذقية) في سوريا.[83]